# Riccardo Luccio
Riccardo Luccio (* 11. Juli 1941 in Rom, Italien) ist ein italienischer Psychologe, Wahrnehmungsforscher und Psychometriker.

## Laufbahn
Luccio wurde am 11. Juli 1941 in Rom geboren und schloss 1965 sein Studium der Medizin und Chirurgie an der Universität Mailand ab. Sein Studienschwerpunkt war schon damals die Psychologie, seine Dissertation behandelte ein wahrnehmungspsychologisches Thema. 1975 wurde er auf Empfehlung von Gaetano Kanizsa an die Universität von Triest als ordentlicher Professor für Psychologie berufen. Seit 2011 ist er an dieser Universität Professor Emeritus. Zuvor hatte er  von 1966 bis 2006 den Lehrstuhl für Forschungstechniken und Datenanalyse am Institut für Psychologie der Universität Florenz inne; für kürzere Zeit war er auch an den Universitäten von Mailand, Trient und Turin tätig.
1986 wurde er zusammen mit Gaetano Kanizsa von der internationalen Gesellschaft für Gestalttheorie und ihre Anwendungen (GTA) mit dem „Wolfgang-Metzger-Preis“ für „herausragende Verdienste um die Entwicklung der Gestalttheorie“ ausgezeichnet. Im Jahr 2000 verlieh ihm der Präsident der Republik Italien die Medaglia d'Oro di Benemerito della Scienza e della Cultura (Goldene Medaille für Verdienste um Wissenschaft und Kultur).
Luccio verbrachte Forschungs- und/oder Lehraufenthalte an den Universitäten von Wien, Bremen, Zagreb, Budapest, Sherbrooke, Belgrad und an der MRC Cognition and Brain Sciences Unit der Universität Cambridge. Er ist u. a. Mitglied der Associazione Italiana di Psicologia, der internationalen Society for Gestalt Theory und der New York Academy of Sciences.
Er war Redaktionsmitglied u. a. bei Review of Psychology, Giornale Italiano di Psicologia, Psicologia Contemporanea und Gestalt Theory. Von ihm stammen zahlreiche wissenschaftliche Beiträge zur visuellen und auditiven Wahrnehmung, zur Methodik und Datenanalyse in der Psychologie sowie zur Geschichte der Psychologie. Seit einigen Jahren liegt sein Forschungsschwerpunkt auf der Anwendung nichtlinearer dynamischer Systeme (speziell der Synergetik) in der kognitiven Psychologie.
Luccio ist Autor von mehr als 250 Veröffentlichungen in italienischen und internationalen Fachzeitschriften und einer Reihe von Bänden, darunter „Research Techniques and Data Analysis in Psychology“ (il Mulino 1996), „General Psychology: The Frontiers of Research“ (Laterza, 1999), „Statistical Methods in Psychology“ (mit C. Caudek, Laterza, 2000), „Psychology: An Historical Profile“ (Laterza, 2001).
Im Bereich der Gestaltpsychologie trat Luccio wiederholt durch kritische Beiträge zur Klärung ihrer Grundkonzepte und Begriffe und für deren Weiterentwicklung in Erscheinung (etwa zum Prägnanzbegriff).